# Grothendieckgrupp
Inom matematiken är Grothendieckgruppen en abelsk grupp som konstrueras utgående från en kommutativ monoid på det mest universella sättet. Dess namn kommer från en mer allmän konstruktion inom kategoriteori, introducerad av Alexander Grothendieck i hans fundamentala arbete under 1950-talet relaterat till utvecklingen av K-teori, som ledde till hans bevis av Grothendieck-Riemann-Rochs sats. Grothendieckgruppen betecknas med K eller R.